# 維珍尼亞環境法期刊
《維珍尼亞環境法期刊》（Virginia Environmental Law Journal）是一份由美國1983年起發行的學術期刊。該期刊每年出版三次，內容除涵蓋環境法律外，還包括自然資源法和環境公義。目前，期刊的主編是James Hatten。據2012年的期刊引證報告指，《維珍尼亞環境法期刊》的影響因子為12.4。

## 資料來源
1. ↑  Law Journals: Submissions and Ranking

## 外部連結
- 官方网站